# Pudu jižní
Pudu jižní či též jelínek pudu (Pudu puda), je jelínek z Jižní Ameriky (Argentina a Chile). Jde o nejmenšího jelena na světě. Název pudu pochází z jazyka chilského indiánského kmene Mapučů.

## Popis
Pudu jižní je jednolitě tmavohnědě zbarven. V dospělosti je vysoký do 40 cm a dlouhý asi 85 cm se 7cm ocáskem. Váží 9–15 kg. Má krátké nerozvětvené parůžky (max. 10 cm dlouhé).

## Potrava a způsob života
Žije skrytým životem v deštných lesích a houštinách v různých prostředích (savany, stepi) od nížin až do hor. Obývá prostředí, které na jiných kontinentech obsadily kozy (ty v Jižní Americe divoce nežijí). Oproti většině jelenovitých savců se nesdružuje do stád. Živí se rozmanitou rostlinnou potravou, kterou v těchto lesích najde – listy i celými větvemi, plody, trávou apod. Mívá jen 1 mládě, které se rodí po 210 dnech březosti. Váží 1–1,5 kg a oproti dospělým jedincům je světleji hnědé bíle skvrnité. Pudu se dožívají 8–10 let.

## Ohrožení a chov

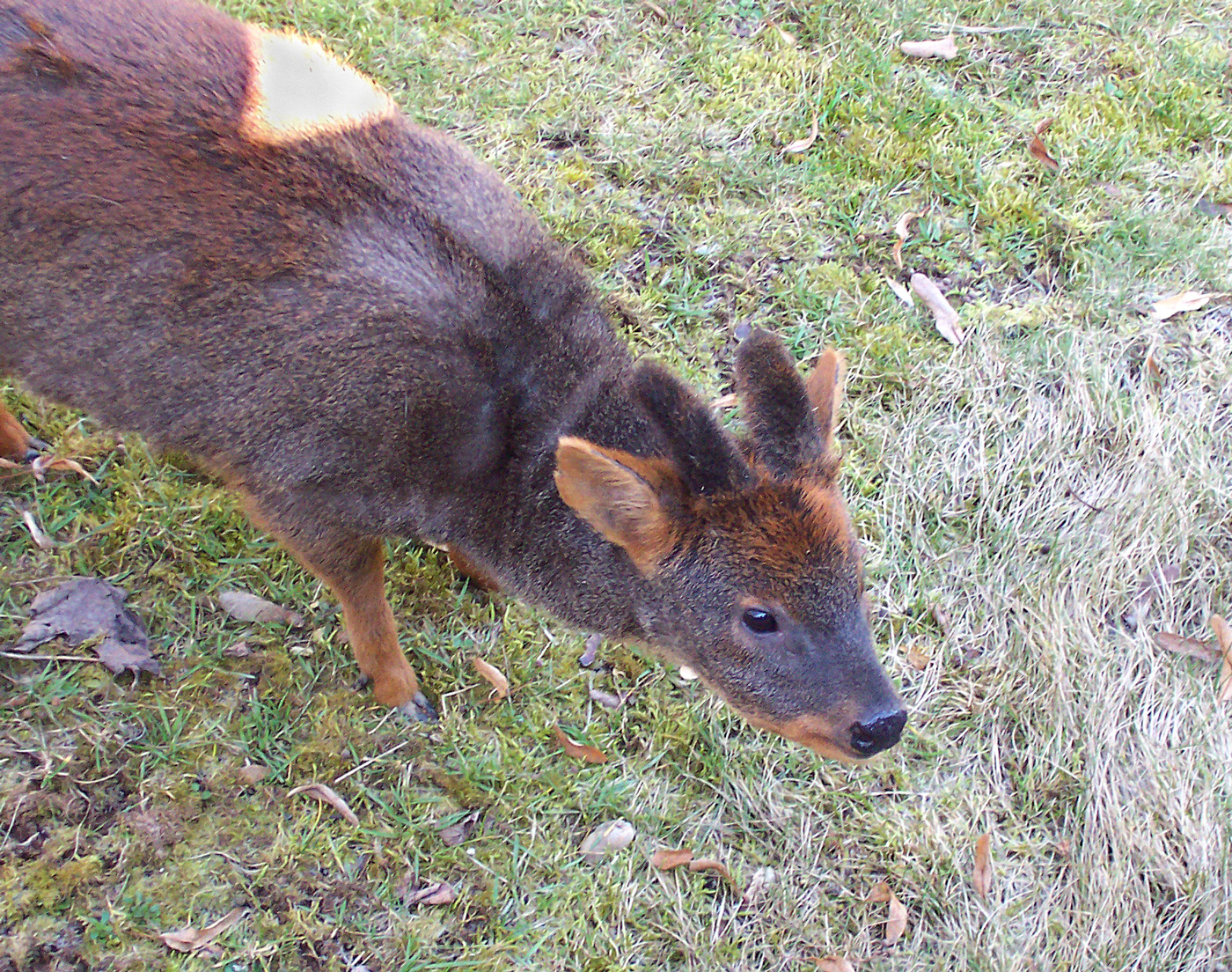
Pudu jižní v pražské zoo

Pudu jižní je zařazen do Červené knihy ohrožených druhů zvířat IUCN. Je ohrožen především ztrátou svého přirozeného prostředí kvůli rozvoji zemědělství, částečně také lovem. Odhaduje se, že v přírodě žije již jen 400–600 jedinců. Vzhledem ke skrytému způsobu života však tato čísla nemusejí být přesná.
Z českých zoo jej několik generací chovala Zoo Praha. V zajetí se celkem dobře rozmnožuje – v Praze se jej 6krát podařilo odchovat, naposledy v červenci 2006; před tím v roce 2000. Dříve byl chován a 2krát rozmnožen i v Zoo Plzeň; od roku 2009 je zde chován opět, neboť se sem přestěhoval pražský pár.